# Physalis hispida
Physalis hispida là loài thực vật có hoa trong họ Cà. Loài này được (Waterf.) Cronquist miêu tả khoa học đầu tiên năm 1984.